# خودناسازگاری
خودناسازگاری (انگلیسی: Self-incompatibility) با کوته‌نوشت (SI) یک نام کلی برای چندین مکانیسم ژنتیکی است که از خود باروری در ارگانیسم‌های در حال تولیدمثل جنسی جلوگیری می‌کند و درنتیجه لقاح بیرونی و دگرگشنی را ترغیب می‌کند. مکانیزم خودناسازگاری در برابر روش تفکیک جنسیتی در بین اعضا یعنی دوپایه جنسی قرار دارد و با شیوه‌های مختلف جدا مکانی پرده‌همسری و جدا زمانی ناهمرسی آن‌ها نیز در تضاد است.
خودناسازگاری SI به بهترین وجه مورد مطالعه قرار گرفته‌است و به‌ویژه در گیاهان گلدار رایج است، هرچند که در گروه‌های دیگر، از جمله کوزه‌داران دریایی و قارچ‌ها وجود دارد. در گیاهان مبتلا به خودناسازگاری، هنگامی که یک دانهٔ گردهٔ تولید شده در گیاه به کلاله همان گیاه یا گیاه دیگری با آلل یا ژنوتیپ منطبق می‌رسد، روند جوانه‌زنی گرده، رشد لولهٔ گرده، لقاح تخمک یا رشد رویان مهار می‌شود و در نتیجه با توقف درون‌زایی هیچ دانه‌ای تولید نمی‌شود.خودناسازگاری یکی از مهم‌ترین ابزارهای جلوگیری از همخونی و ترویج تولید ژنوتیپ‌های جدید در گیاهان است و یکی از عوامل گسترش و موفقیت گیاهان گلدار بر روی زمین به‌شمار می‌رود.

## مکانیسم‌های خود ناسازگاری تک جایگاهی
بهترین مکانیسم‌های مطالعه شده SI با مهار جوانه‌زنی گرده بر روی کلاله‌ها یا ازدیاد طول لوله گرده در سبک‌ها عمل می‌کند. این مکانیسم‌ها بر اساس برهمکنش‌های پروتئین-پروتئین هستند و مکانیسم‌های شناخته‌شده توسط یک مکان منفرد به نام S کنترل می‌شوند که دارای آلل‌های مختلف زیادی در جمعیت گونه‌ها است. علیرغم تظاهرات مورفولوژیکی و ژنتیکی مشابه آن‌ها، این مکانیسم‌ها به‌طور مستقل تکامل یافته‌اند، و بر اجزای سلولی متفاوتی بنا شده‌اند؛ بنابراین، هر مکانیسم دارای ژن‌های S خاص خود است.

### خود ناسازگاری گامتوفیتی (GSI)
در خود ناسازگاری گامتوفیتی (GSI)، فنوتیپ SI گرده توسط ژنوتیپ گامتوفیت هاپلوئید خودش تعیین می‌شود. این رایج‌ترین نوع SI است. دو مکانیسم مختلف GSI به تفصیل در سطح مولکولی شرح داده شده‌است و شرح آن‌ها در ادامه می‌آید.

#### مکانیسم RNase
در این مکانیسم، ازدیاد طول لولهٔ گرده زمانی که تقریباً یک سوم مسیر را طی کرده باشد، متوقف می‌شود. پروتئین ریبونوکلئاز جزء ماده که S-RNase. نامیده می‌شود احتمالاً باعث تخریب RNA ریبوزومی (rRNA) در داخل لوله گرده می‌شود، در مورد آلل‌های S نر و ماده یکسان، و در نتیجه ازدیاد طول لوله گرده متوقف می‌شود و گرده دانه می‌میرد.
در طی یک دهه از تأیید اولیه نقش آن‌ها در GSI، پروتئین‌های متعلق به همان خانواده ژن RNase نیز باعث رد گرده در گونه‌های Rosaceae و Plantaginaceae شدند. علی‌رغم عدم قطعیت اولیه در مورد اصل و نسب مشترک SI مبتنی بر RNase در این خانواده‌های گیاهی مرتبط، مطالعات فیلوژنتیکو یافته‌های تعیین‌کننده‌های نر مشترک (پروتئین‌های F-box) قویاً همسانی را در سراسر جهان پشتیبانی می‌کنند. مداحان بنابراین، این مکانیسم احتمالاً حدود ۹۰ میلیون سال پیش پدید آمده‌است، و حالت اجدادی استنباط شده برای تقریباً ۵۰٪ از همهٔ گونه‌های گیاهی است.
در دههٔ گذشته، پیش‌بینی‌ها در مورد توزیع گستردهٔ این مکانیسم SI تأیید شده‌اند و از منشأ باستانی منفرد آن پشتیبانی بیشتری می‌کنند. به‌طور خاص، یک ژن T2/S-RNase بیان شده با سبک و ژن‌های F-box بیان شده با گرده در حال حاضر در ایجاد SI در بین اعضای Rubiaceae, [] Rutaceae, Rutaceae, و Cactaceae. سدابیان و کاکتوس نقش دارند؛ بنابراین، تصور می‌شود که مکانیسم‌های دیگر SI اخیراً در گیاهان دولپه‌ای‌های نو مشتق شده‌اند، در برخی موارد نسبتاً اخیراً این اشتقاق صورت گرفته‌است.

#### مکانیسم گلیکوپروتئین S
در این مکانیسم رشد گرده در عرض چند دقیقه پس از قرار گرفتن آن روی کلاله مهار می‌شود. مکانیسم به‌طور مفصل برای Papaver rhoeas توضیح داده شده‌است و تا کنون به نظر می‌رسد محدود به خانواده گیاه Papaveraceae.
تعیین‌کننده ماده یک مولکول کوچک خارج سلولی است که در کلاله بیان می‌شود. هویت عامل تعیین‌کننده مردانه مبهم باقی می‌ماند، اما احتمالاً گیرنده غشای سلولی است. برهمکنش بین عوامل تعیین‌کننده نر و ماده یک سیگنال سلولی را به لوله گرده منتقل می‌کند و در نتیجه هجوم قوی کاتیون‌های کلسیم ایجاد می‌شود. این امر با گرادیان غلظت درون سلولی یون‌های کلسیم که در داخل لوله گرده وجود دارد، تداخل می‌کند که برای ازدیاد طول آن ضروری است. هجوم یون‌های کلسیم از کشیدگی لوله در عرض ۱ تا ۲ دقیقه جلوگیری می‌کند. در این مرحله بازدارندگی گرده هنوز برگشت‌پذیر است و با اعمال دستکاری‌های خاصی می‌توان ازدیاد طول را از سر گرفت و در نتیجه لقاح تخمک‌ها می‌تواند از سر گرفته شود.
متعاقباً، پروتئین سیتوزولی p26، یک پیروفسفاتاز، توسط فسفوریلاسیون مهار می‌شود، که احتمالاً منجر به توقف سنتز بلوک‌های ساختمانی مولکولی، مورد نیاز برای ازدیاد طول لوله می‌شود. دپلیمریزاسیون و سازماندهی مجدد رشته‌های اکتین در اسکلت سلولی گرده وجود دارد. ظرف ۱۰ دقیقه از قرار گرفتن روی کلاله، گرده به فرآیندی متعهد می‌شود که به مرگ آن ختم می‌شود. در ۳–۴ ساعت پس از گرده افشانی، تکه‌تکه شدن DNA گرده آغاز می‌شود، و در نهایت (در ۱۰–۱۴ ساعت)، سلول به صورت آپوپتوز می‌میرد.